# Liste des comtes de Fezensac
 (juin 2017).
Si vous disposez d'ouvrages ou d'articles de référence ou si vous connaissez des sites web de qualité traitant du thème abordé ici, merci de compléter l'article en donnant les références utiles à sa vérifiabilité et en les liant à la section « Notes et références ».

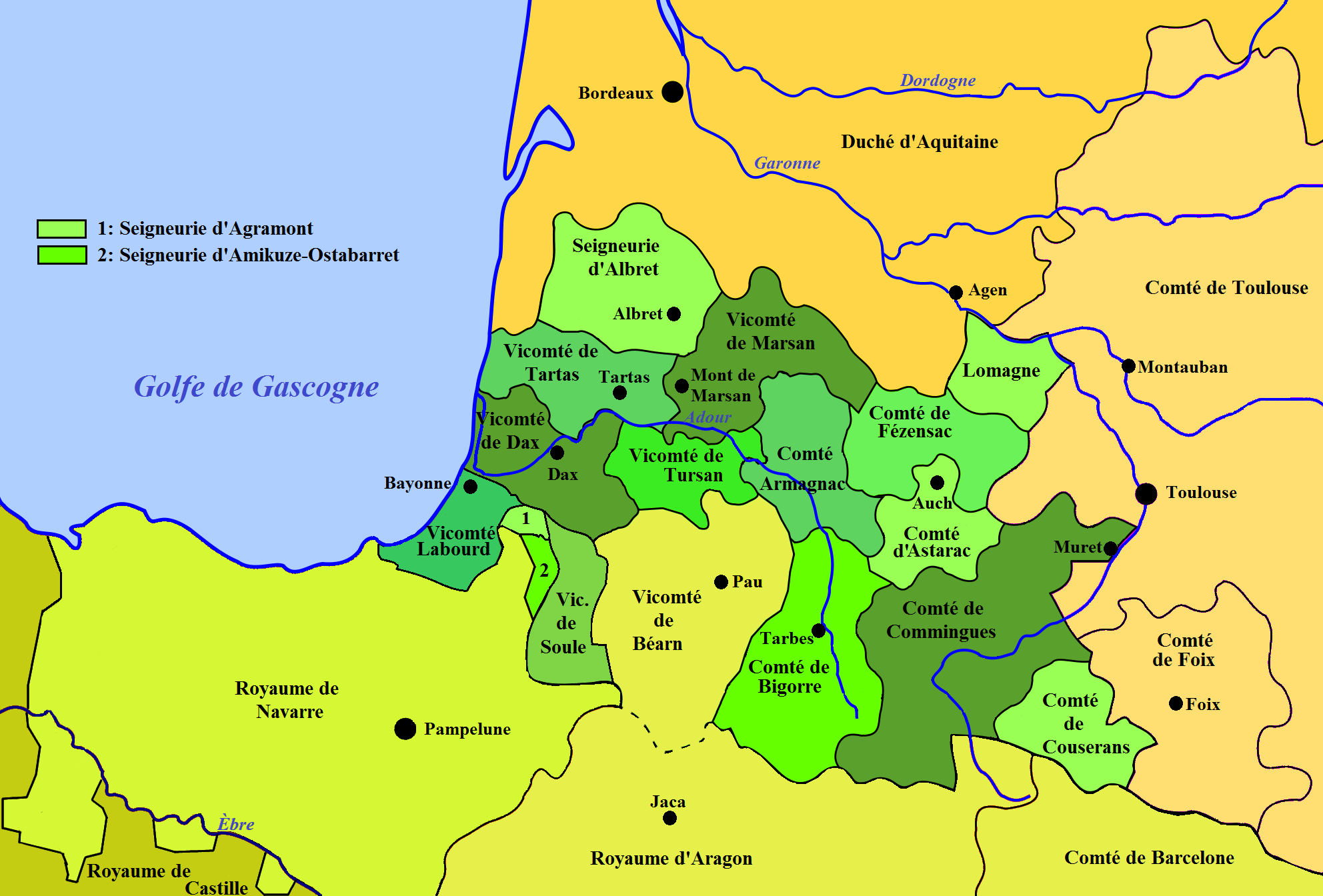
Situation du comté de Fezensac dans le duché de Vasconie.

Du IXe siècle jusqu'à sa réunion à la Couronne de France en 1751, différentes familles ont possédé le comté de Fezensac qui fut réuni au comté d'Armagnac vers 1110.
Le comté de Fezensac fut d'abord au début du IXe siècle un comté carolingien. Le comté de Fezensac fut ensuite donné à la fin du IXe siècle par Garcie duc de Gascogne à son second fils Guillaume. Les enfants de Guillaume partagèrent le comté de Fezensac : l'ainé eut le comté de Fezensac, le puiné le comté d'Armagnac.
À l'extinction de la branche ainée de Fezensac, les deux comtés furent réunis vers 1110 dans la branche d'Armagnac et le comté de Fezensac perdit sa prééminence en entrant dans celui d'Armagnac qui l'a conservé dans les assemblées des états du pays.
En 1455, Jean V d'Armagnac eut ses états confisqués pour crime de félonie. À l'occasion de son mariage en 1509 avec Marguerite d'Angoulême, sœur du roi de France François Ier, les comtés d'Armagnac et de Fezensac furent rendus à Charles d'Alençon, petit-fils de Marie d'Armagnac, qui mourut sans enfants. À sa mort, les comtés d'Armagnac et de Fezensac furent attribués à Henri d'Albret, second époux de Marguerite d'Angoulême. Ils passèrent par succession jusqu'à Henri IV, qui les réunit à la Couronne de France en 1607.
En 1645, Louis XIV donna le comté d'Armagnac à Henri de Lorraine-Harcourt, comte d'Harcourt dont les descendants l'ont conservé jusqu'à sa réunion définitive en 1751 à la couronne de France.

## Comte carolingien
Le comté de Fezensac apparaît à l'époque carolingienne avec Leuthard Ier de Paris, comte de Fezensac puis comte de Paris (816), de la famille des Girardides.

## Maison de Gascogne
Le comté appartient ensuite à la maison des comtes de Gascogne et est donné à la mort de Garcia II Sanche de Gascogne, comte de Gascogne à un de ses trois fils :
926–960 : Guillaume de Fezensac († 960), comte de Fézensac, fils du précédent ;
960–985 : Odon de Fezensac († 985), comte de Fézensac, fils du précédent ;
985–1020 : Bernard Odon de Fezensac († 1020), comte de Fézensac, fils du précédent ;
1020–1032 : Aymeric Ier de Fezensac († 1032), comte de Fézensac, fils du précédent (son second fils, Raymond-Aymeric fut probablement la souche de la maison de Montesquiou selon un rapport généalogique de Bernard Chérin, généalogiste du roi ;
1032–1064 : Guillaume Astanove Ier de Fezensac († 1064), comte de Fézensac, fils du précédent. Marié à Constance ;
1064–1103 : Aymeric II de Fezensac († 1103), comte de Fézensac, fils du précédent. Marié à Avierne ;
1103–1140 : Astanove II de Fezensac († 1140), comte de Fézensac, fils du précédent. Aucun de ses fils ne lui survécut et le comté passa à sa fille Anicelle.

## Maison d'Armagnac

Armes des comtes d'Armagnac : d'argent au lion de gueules.

1140–1160 : Géraud III d'Armagnac († 1160), comte d'Armagnac et de Fézensac.
marié à Anicelle, comtesse de Fézensac, fille d'Astanove II
1160–1193 : Bernard IV d'Armagnac († 1193), comte d'Armagnac et de Fézensac, fils du précédent.
marié à Étiennette de la Barthe
1193–1215 : Géraud IV d'Armagnac († 1215), comte d'Armagnac et de Fézensac, fils du précédent.

## Maison de Lomagne

Comtes d'Armagnac et de Rodez : écartelé, aux 1 et 4 d'argent au lion de gueules, aux 2 et 3 de gueules au lion léopardé d'or.

1215–1219 : Géraud V d'Armagnac († 1219), comte d'Armagnac et de Fézensac, fils de Bernard de Lomagne, vicomte de Fésenzaguet (fils d'Odon de Lomagne, seigneur de Firmaçon, et de Mascarose d'Armagnac, fille de Géraud III).
1219–1241 : Pierre Géraud d'Armagnac († 1241), fils du précédent.
1241–1243 : Bernard V d'Armagnac († 1243), frère du précédent.
marié à Agnès ;
1243–1255 : Arnaud Odon d'Armagnac († 1256), vicomte de Lomagne, neveu d'Odon de Lomagne
marié à Mascarose Ire d'Armagnac († 1246), fille de Géraud V d'Armagnac ;
1255–1256 : Eschivat IV de Chabanais, comte d'Armagnac, de Fézensac et de Bigorre († 1283) 
marié en 1255 à Mascarose II d'Armagnac († 1256), fille d'Arnaud Odon et de Mascarose Ire ;
1256–1285 : Géraud VI d'Armagnac, comte d'Armagnac, († 1285), neveu de Géraud V, fils de Roger de Lomagne, vicomte de Fésenzaguet. Marié en 1260 à Mathe de Béarn (1250 – † ap. 1317) ;
1285–1319 : Bernard VI d'Armagnac, comte d'Armagnac, († 1319), fils du précédent.
marié en premières noces à Isabelle d'Albret (v. 1275 – † 1er décembre 1294) ;
marié en secondes noces en 1298 à Cécile de Rodez (1275–1313), comtesse de Rodez ;
1313–1373 : Jean Ier (1311–1373), comte d'Armagnac et de Rodez, fils du précédent.
marié en 1327 à Béatrice de Clermont († 1364), comtesse de Charolais ;
1373–1384 : Jean II d'Armagnac († 1384), comte d'Armagnac et de Rodez, fils du précédent.
marié en 1359 à Jeanne de Périgord ;
1384–1391 : Jean III d'Armagnac († 1391), comte d'Armagnac et de Rodez, fils du précédent.
marié en 1378 à Marguerite (1363–1443), comtesse de Comminges ;
1391–1418 : Bernard VII d'Armagnac (v. 1360 –1418), comte d'Armagnac et de Rodez et connétable de France, frère du précédent.
marié à Bonne de Berry (1365–1435) ;
1418–1450 : Jean IV d'Armagnac (1396–1450), comte d'Armagnac et de Rodez, fils du précédent.
marié en 1407 à Blanche de Bretagne (1395–1419), puis en 1419 avec Isabelle d'Évreux (1395–1450)
1450–1473 : Jean V d'Armagnac (1420–1473), comte d'Armagnac et de Rodez, vicomte de Lomagne, fils du précédent et d'Isabelle d'Evreux.
marié en 1469 avec Jeanne de Foix
1473–1497 : Charles Ier (1425–1497), comte d'Armagnac et de Rodez, frère du précédent.
marié en 1468 à Catherine de Foix († 1510)

## Maison d'Alençon
1497–1525 : Charles IV d'Alençon (1489–1525), duc d'Alençon (Charles IV), petit-neveu du précédent, son grand-père Jean II, duc d'Alençon, avait épousé Marie d'Armagnac, fille de Jean IV.
marié en 1509 à Marguerite de Valois-Angoulême, sœur de François Ier

## Maison d'Albret
1527–1555 : Henri II (1503–1555), roi de Navarre, comte de Foix, de Bigorre, de Périgord, d'Armagnac et de Rodez, vicomte de Limoges et de Béarn, seigneur d'Albret
second époux (en 1527) de Marguerite de Valois-Angoulême (1492–1549).
1555–1572 : Jeanne d'Albret (1528–1572), fille des précédents, reine de Navarre.
- marié en 1548 à Antoine de Bourbon (1518–1562), duc de Vendôme

1572–1589 : Henri IV (1553–1610), roi de France et de Navarre, fils des précédents.

## Maison de Guise
En 1645, l'Armagnac est donné à Henri de Lorraine-Harcourt.
- Henri de Lorraine-Harcourt (1601–1666), comte d'Harcourt, fils de Charles Ier, duc d'Elbeuf
- Louis de Lorraine-Guise (1641–1718), comte d'Armagnac, de Charny et de Brionne, fils du précédent
- Charles de Lorraine-Guise (1684–1751), comte d'Armagnac, fils du précédent

## Relèvement du nom «Fezensac» en 1777 par la famille de Montesquiou
La Maison de Montesquiou ne posséda pas le comté de Fezensac au Moyen Âge mais fut autorisée en 1777 à ajouter « Fezensac » à son nom, comme issue au XIe siècle des anciens comtes de Fezensac.
En 1777, Louis XVI ayant fait examiner les titres par lesquels le marquis de Montesquiou prouvait sa filiation depuis Aimeri comte de Fezensac, leur authenticité fut reconnue et le roi permit en conséquence à tous les membres de la maison de Montesquiou de joindre à leur nom celui de Fezensac et à l'aîné (Guillaume de Montesquiou-Pouylebon, décédé sans postérité en 1782) de s'appeler « le comte de Fezensac ». Un arrêt du parlement de Paris de 1783 confirma la reconnaissance de cette extraction,.
L'avocat général Séguier fit observer que « la permission de porter le nom de Fezensac n'avait été donnée que par une lettre du ministre écrite de l'ordre du roi au marquis de Montesquiou et qu'il n'y avait pas eu de lettres patentes adressées au Parlement ».
Il n'y eut donc pas création par lettres patentes d'un authentique titre de comte de Fezensac, transmissible par primogéniture masculine dans la postérité légitime du premier bénéficiaire et Guillaume de Montesquiou-Pouylebon autorisé à s'appeler « le comte de Fezensac » décéda sans postérité en 1782.
Une branche ainée de la famille de Montesquiou fut titrée duc de Fezensac en 1821 et 1832. Ce titre Titre s'éteignit en 1913 avec Philippe André, troisième 3e duc de Fezensac). À l'extinction en 1913 du titre de duc de Fezensac avec la branche de Marsan, la branche d'Artagnan séparée depuis le XVe siècle de la branche de Marsan et n'ayant pas d'ancêtre duc commun, a relevé sans droit le titre de « duc de Fezensac ». Rien dans les lettres patentes de 1821 ni dans l'ordonnance de 1832 n'autorisait un tel transfert à une autre branche. Il s'agit d'un titre irrégulier relevé « proprio-motu »,.